# Diócesis de Eichstätt
La diócesis de Eichstätt (en latín: Dioecesis Eystettensis y en alemán: Bistum Eichstätt) es una circunscripción eclesiástica de la Iglesia católica en Alemania. Se trata de una diócesis latina, sufragánea de la arquidiócesis de Bamberg. Desde el 8 de junio de 2025 es sede vacante y su administrador diocesano es el presbítero Alfred Rottler.

## Territorio y organización

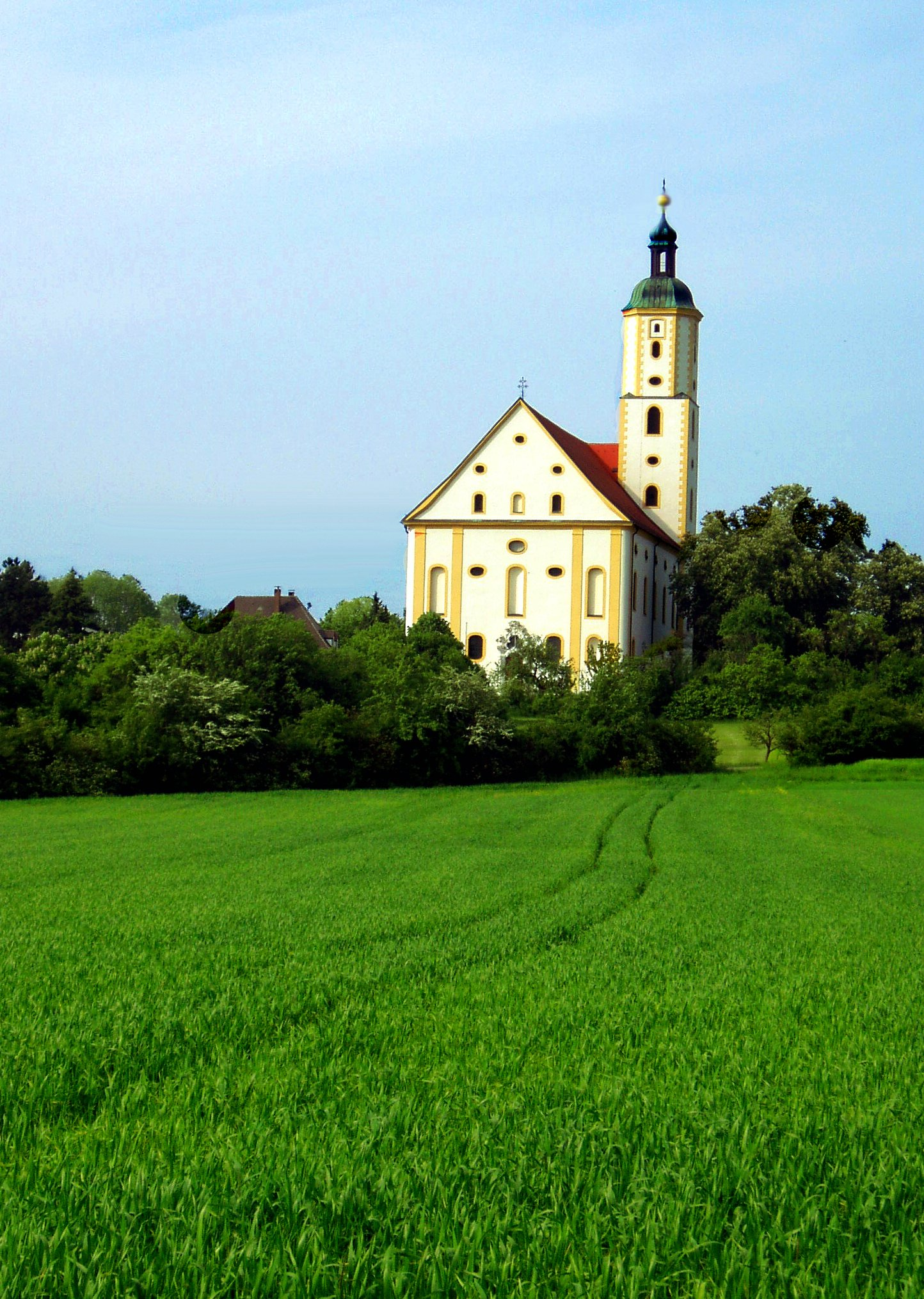
Basílica-santuario de María Brünnlein, en Wemding

La diócesis tiene 6025 km² y extiende su jurisdicción sobre los fieles católicos de rito latino residentes en parte de los distritos de Alta Baviera, de Media Franconia y del Alto Palatinato ubicados en el estado de Baviera.

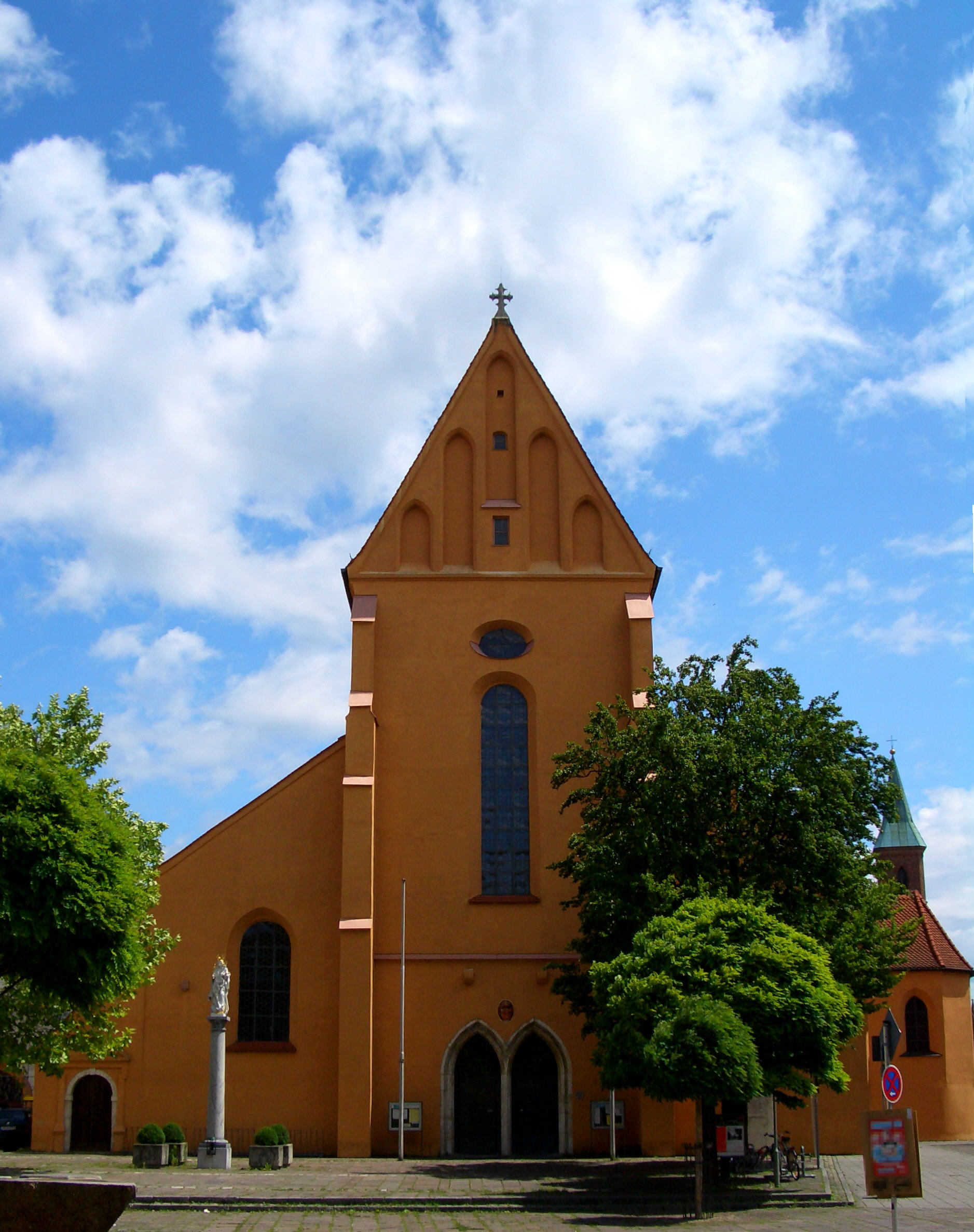
Basílica de la Asunción, en Ingolstadt

La sede de la diócesis se encuentra en la ciudad de Eichstätt, en donde se halla la Catedral de San Salvador, Santa María y San Villibaldo. En la diócesis existen 3 basílicas menores: la santuario de María Brünnlein, en Wemding, la de la Asunción o iglesia Franciscana, en Ingolstadt; y la colegiata de los Santos Vito y Deocaro, en Herrieden.

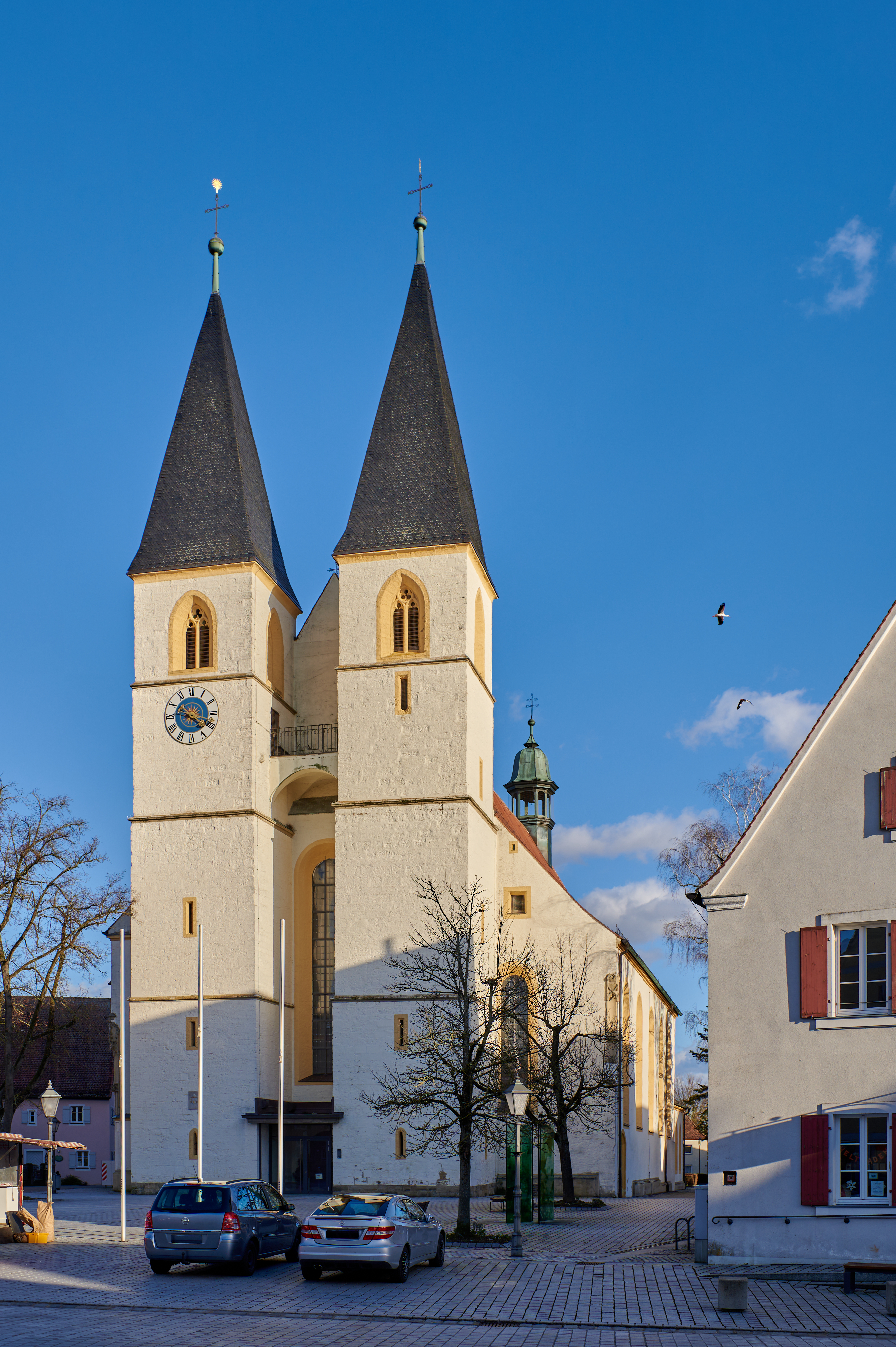
Basílica colegiata de los Santos Vito y Deocaro, en Herrieden

En 2023 en la diócesis existían 259 parroquias agrupadas en 8 decanatos: Eichstätt, Herrieden, Ingolstadt, Habsberg, Neumarkt in der Oberpfalz, Norimberga, Roth-Schwabach y Weißenburg-Wemding.

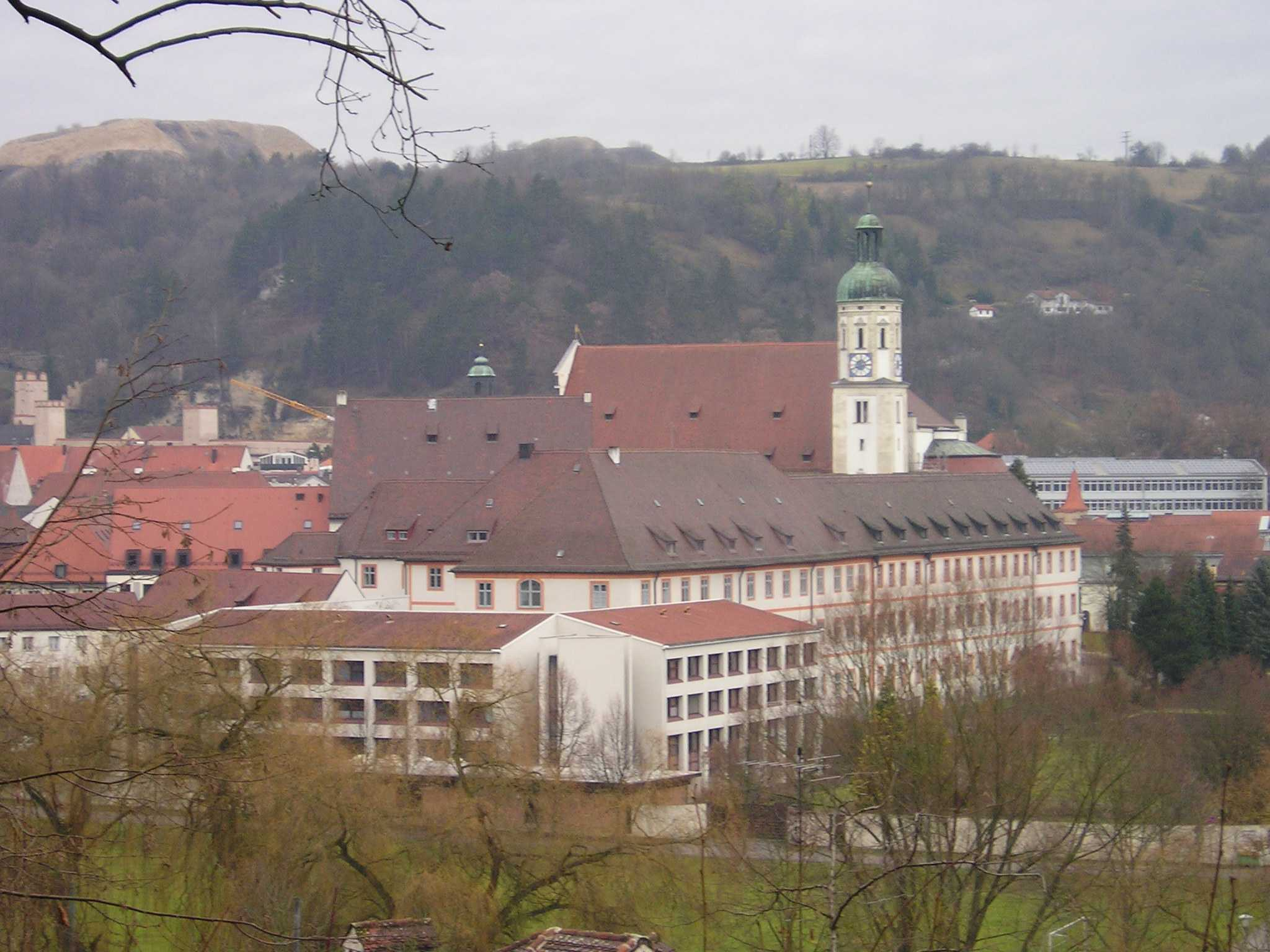
El Collegium Willibaldinum, en Eichstätt

## Historia

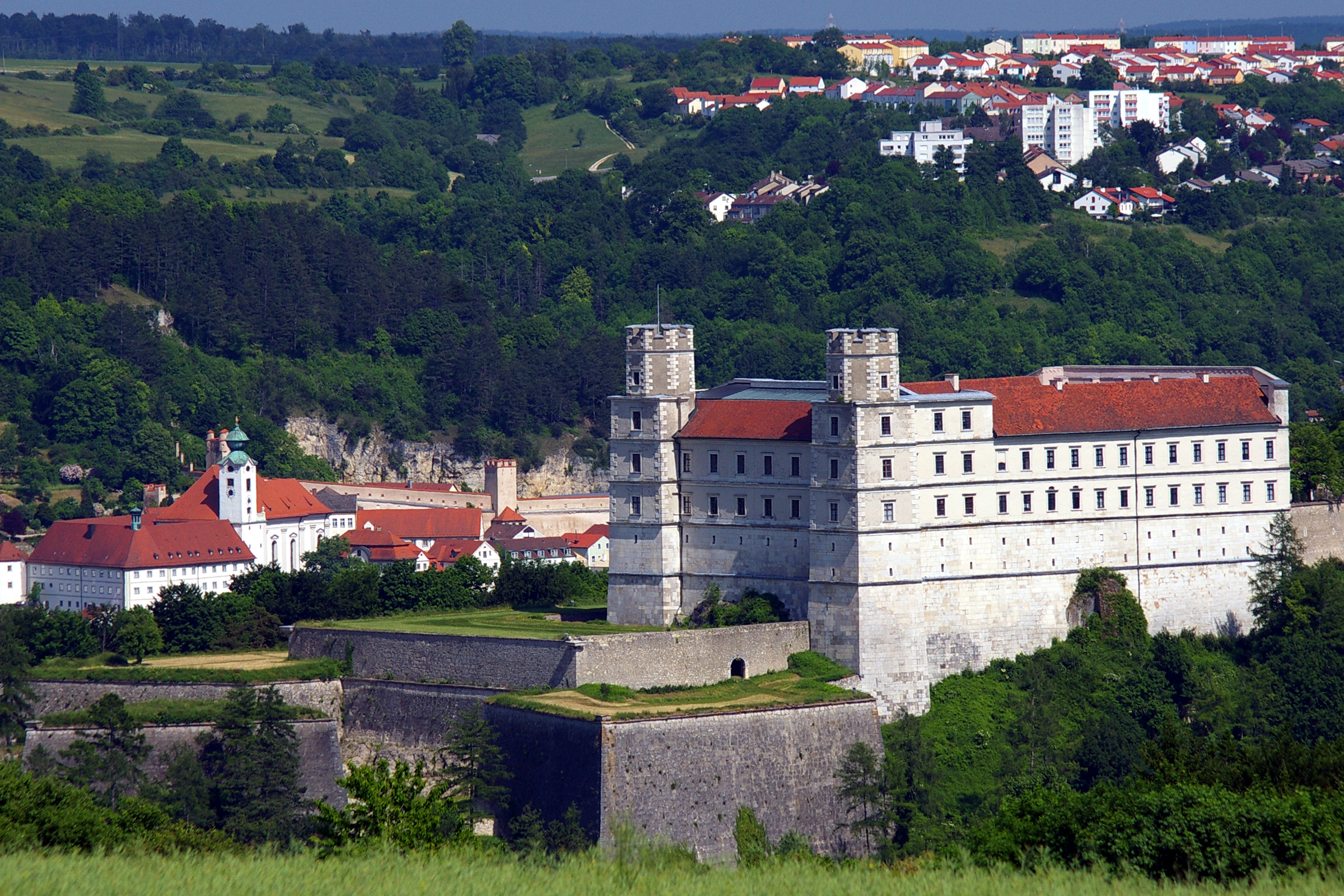
El Willibaldsburg, residencia del príncipe obispo

La diócesis fue erigida en 745. Originalmente era sufragánea de la arquidiócesis de Maguncia (hoy diócesis de Maguncia). La erección de la diócesis se inscribe en el período de la evangelización de Alemania. El primer obispo, Willibaldo, era pariente de san Bonifacio.
Al principio, la nueva diócesis incluía esencialmente dos territorios: al este, la mayor parte del Nordgau bávaro, y al oeste, el Sualafeldgau franco-alemán. El 1 de noviembre de 1007 cedió el extremo norte de Nordgau para la erección de la diócesis de Bamberg (hoy arquidiócesis). A partir del siglo XIII, la ciudad de Núremberg también pasó a formar parte de la órbita de los obispos de Bamberg, hasta que fue incorporada al territorio de esa diócesis.
Desde su fundación la diócesis fue dotada de muchos bienes estatales, creando así las condiciones para el nacimiento del principado episcopal de Eichstätt, que se desarrolló sobre todo a partir del siglo XI. El poder temporal de los obispos sobre amplias porciones del territorio diocesano, que gozaba del privilegio de la inmediación imperial, durará hasta la secularización sancionada con la Reichsdeputationshauptschluss de 1803, cuando el principado eclesiástico fue incorporado al Reino de Baviera. El último príncipe-obispo fue Joseph von Stubenberg, quien envió una petición al rey de Baviera para que se quedara, como únicas posesiones, los muebles de su habitación y la cama donde dormía.
La Reforma protestante se manifestó en Eichstätt ya en 1525 y se extendió a dos tercios del territorio diocesano y retiró numerosos monasterios importantes del catolicismo. Sin embargo, alrededor de un tercio del territorio perdido fue recuperado en las primeras décadas del siglo XVII. La obra de la Contrarreforma fue seguida en particular por jesuitas y capuchinos, llamados a la diócesis por el obispo Johann Christoph von Westerstetten (1613-1637). Sin embargo, ya en la segunda mitad del siglo XVI los obispos tomaron medidas para aplicar los decretos de reforma del Concilio de Trento: en 1564 el obispo Martin von Schaumberg fundó uno de los primeros seminarios tridentinos alemanes en Eichstätt; Johann Konrad von Gemmingen (1595-1612) realizó una serie de visitas canónicas en su diócesis para reafirmar la doctrina católica frente a la luterana.
Durante la invasión sueca de 1634 la ciudad episcopal fue destruida. Su reconstrucción fue principalmente obra del obispo Marquard von Schenk von Castell (1637-1685), quien dotó a Eichstätt de numerosos edificios de estilo barroco; este obispo también reorganizó la administración eclesiástica y secular de su diócesis. Otro obispo que dejó una huella reformadora en la diócesis fue Raymund Anton von Strasoldo, quien en 1768 publicó una Instructio pastoralis que fue muy apreciada en la época y pasó por varias reediciones hasta 1902.
El concordato entre la Santa Sede y el reino de Baviera de 1817 definió las nuevas fronteras de las diócesis bávaras, sancionado por la bula Dei ac Domini Nostri del papa Pío VII del 1 de abril de 1818, con la que Bamberg fue elevada al rango de sede metropolitana, de la que Eichstätt se convirtió en su sufragánea, con 199 parroquias. Las negociaciones que siguieron al concordato extendieron el nombramiento del nuevo obispo, Petrus Pustet, hasta 1824.
El principal restaurador de la diócesis durante el siglo XIX fue el futuro cardenal Karl August von Reisach (1836-1846): en 1838 restableció el seminario diocesano y en 1843 creó una academia filosófico-teológica dependiente directamente del obispo.
En 1913 la diócesis perdió algunas parroquias al sur del río Pegnitz ante la arquidiócesis de Bamberg.
Entre los obispos de Eichstätt, el más conocido es Gebhard de Calw, que en 1054 fue elegido papa con el nombre de Víctor II.

## Estadísticas
Según el Anuario Pontificio 2024 la diócesis tenía a fines de 2023 un total de 388 500 fieles bautizados.
| Año                                                                             | Población            | Población | Población      | Sacerdotes | Sacerdotes    | Sacerdotes    | Bautizados por sacerdote | Diáconos permanentes | Religiosos | Religiosos | Parroquias |
| Año                                                                             | Bautizados católicos | Total     | % de católicos | Total      | Clero secular | Clero regular | Bautizados por sacerdote | Diáconos permanentes | Varones    | Mujeres    | Parroquias |
| ------------------------------------------------------------------------------- | -------------------- | --------- | -------------- | ---------- | ------------- | ------------- | ------------------------ | -------------------- | ---------- | ---------- | ---------- |
| 1950                                                                            | 335 000              | 613 000   | 54.6           | 562        | 463           | 99            | 596                      |                      | 245        | 1280       | 220        |
| 1970                                                                            | 402 000              | 748 662   | 53.7           | 571        | 471           | 100           | 704                      |                      | 171        | 1174       | 250        |
| 1980                                                                            | 437 285              | 820 980   | 53.3           | 473        | 387           | 86            | 924                      |                      | 148        | 1267       | 256        |
| 1990                                                                            | 445 134              | 814 700   | 54.6           | 445        | 353           | 92            | 1000                     | 4                    | 167        | 939        | 263        |
| 1999                                                                            | 455 091              | 876 160   | 51.9           | 393        | 322           | 71            | 1157                     | 18                   | 113        | 602        | 265        |
| 2000                                                                            | 455 363              | 907 000   | 50.2           | 390        | 320           | 70            | 1167                     | 4                    | 110        | 578        | 265        |
| 2001                                                                            | 454 290              | 890 000   | 51.0           | 376        | 308           | 68            | 1208                     |                      | 100        | 615        | 265        |
| 2002                                                                            | 453 229              | 890 000   | 50.9           | 388        | 316           | 72            | 1168                     | 22                   | 104        | 607        | 265        |
| 2003                                                                            | 453 229              | 890 000   | 50.9           | 379        | 304           | 75            | 1195                     | 22                   | 103        | 655        | 265        |
| 2004                                                                            | 450 062              | 890 000   | 50.6           | 387        | 308           | 79            | 1162                     | 25                   | 106        | 650        | 265        |
| 2006                                                                            | 442 772              | 890 000   | 49.7           | 373        | 299           | 74            | 1187                     | 26                   | 103        | 650        | 265        |
| 2013                                                                            | 413 155              | 870 000   | 47.5           | 360        | 300           | 60            | 1147                     | 39                   | 78         | 450        | 263        |
| 2016                                                                            | 401 767              | 966 564   | 41.6           | 363        | 303           | 60            | 1106                     | 43                   | 77         | 400        | 260        |
| 2019                                                                            | 396 902              | 989 725   | 40.1           | 344        | 287           | 57            | 1153                     | 47                   | 68         | 400        | 258        |
| 2021                                                                            | 386 798              | 995 908   | 38.8           | 321        | 275           | 46            | 1204                     | 44                   | 57         | 400        | 259        |
| 2023                                                                            | 388 500              | 1 000 406 | 38.8           | 304        | 262           | 42            | 1277                     | 46                   | 53         | 400        | 259        |
| Fuente: Catholic-Hierarchy, que a su vez toma los datos del Anuario Pontificio. |                      |           |                |            |               |               |                          |                      |            |            |            |

## Episcopologio

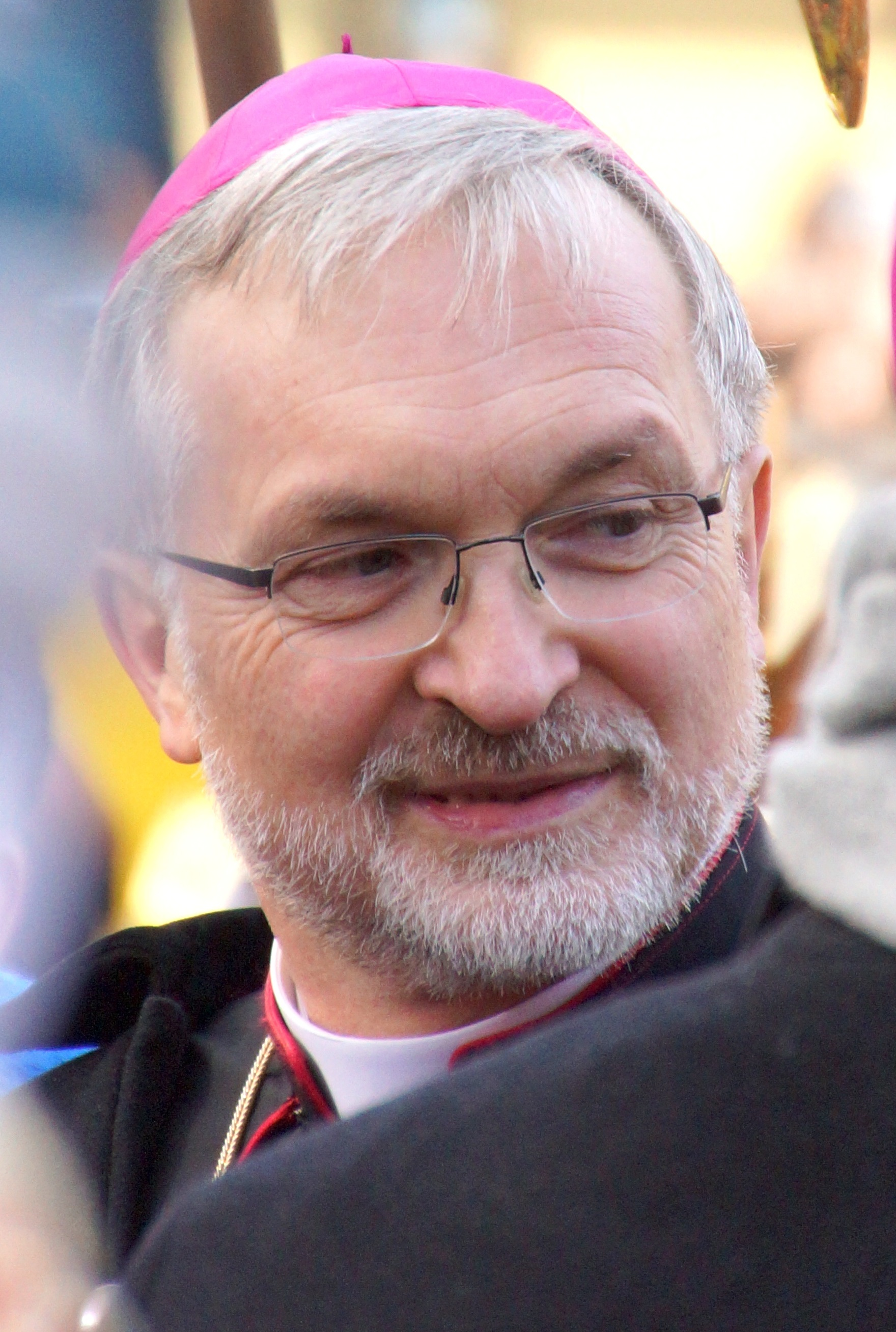
Gregor Maria Hanke, obispo de Eichstätt de 2006 a 2025

- San Villibaldo † (741-7 de julio de 786 falleció)
- Geroch † (786-2 de febrero de 801 falleció)
- Agno † (801-6 de noviembre de 819 falleció)
- Adalungo † (820-25 de julio de 841 falleció)
- Altun † (841-847 renunció)
- Ottocaro † (847-6 de julio de 881 falleció)
- Gotescalco † (881-12 de noviembre de 884 falleció)
- Erchenbaldo † (884-19 de junio de 916 falleció)
- Udalfrido † (916-1 de enero de 933 falleció)
- Starcando † (933-11 de febrero de 966 falleció)
- Reginaldo † (966-4 de abril de 991 falleció)
- Megingaudo † (991-28 de abril de 1014 falleció)
- Gundicaro I † (1014-20 de diciembre de 1019 falleció)
- Gualtiero † (1020-20 de diciembre de 1021 falleció)
- Eriberto † (1022-24 de julio de 1042 falleció)
- Guzmann de Rothenburg † (1042-17 de octubre de 1042 falleció)
- Gebhard de Calw † (1042-septiembre de 1054 electo papa con el nombre de Víctor II)
- Gundicaro II † (20 de agosto de 1057-2 de agosto de 1075 falleció)
- Ulrico † (1075-17 de noviembre de 1099 falleció)
- Eberardo de Vohburg-Schweinfurt † (1100-6 de enero de 1112 falleció)
- Ulrico de Bogen † (1112-2 de septiembre de 1125 falleció)
- Gebhard von Hirschberg † (noviembre de 1125-17 de marzo de 1149 falleció)
- Burkhard von Memlem † (1149-antes del 7 de junio de 1153 depuesto)
- Konrad von Morsberg † (1153-13 de enero de 1171 falleció)
- Egilolf † (1171-1 de octubre de 1182 renunció)
- Otto † (1182-1195)
- Hartwich von Hirschberg † (1195-2 de mayo de 1223 falleció)
- Friedrich von Hauenstadt † (1223-?)
- Heinrich von Ziplingen † (2 de julio de 1225-10 de enero de 1229 falleció)
- Heinrich von Tischlingen † (1 de julio de 1229-junio de 1234 falleció)
- Heinrich von Ravensberg † (30 de agosto de 1234-29 de junio de 1237 falleció)
- Friedrich von Parsberg † (29 de agosto de 1237-28 de junio de 1246 falleció)
- Heinrich von Württemberg † (1246-13 de mayo de 1259 falleció)
- Engelhard † (1259-2 de mayo de 1261 falleció)
- Hildebrand von Morn † (julio de 1261-24 de marzo de 1279 falleció)
- Reimbrecht von Mulenhard † (3 de septiembre de 1279-27 de agosto de 1297 falleció)
- Konrad von Pfaffenhausen † (3 de septiembre de 1297-17 de mayo de 1305 falleció)
- Johann von Durbheim † (23 de septiembre de 1305-18 de febrero de 1306 nombrado obispo de Estrasburgo)
- Philipp von Rathsamhausen † (18 de febrero de 1306-25 de febrero de 1322 falleció)
- Marquard von Hageln † (febrero de 1322-8 de febrero de 1324 falleció)
- Gebhard von Graisbacch † (1324-14 de septiembre de 1327 falleció)
- Friedrich von Leuchtenberg, O.Cist. † (11 de abril de 1328-27 de marzo de 1329 falleció)
- Heinrich Schenk von Reicheneck † (17 de noviembre de 1329-10 de febrero de 1344 falleció)
- Albrecht von Hohenfels † (marzo de 1344-1351 renunció)
- Berthold von Nürnburg † (20 de mayo de 1351-16 de septiembre de 1365 falleció)
- Rhabanus Schenk von Wildburgstetten † (17 de diciembre de 1365-18 de octubre de 1383 falleció)
- Friedrich von Öttingen † (circa 1384-19 de septiembre de 1415 falleció)
- Johann von Heideck † (2 de octubre de 1415-3 de junio de 1429 falleció)
- Albrecht von Rechberg † (26 de agosto de 1429-9 de septiembre de 1445 falleció)
- Johann von Eych † (1 de octubre de 1445-1 de enero de 1464 falleció)
- Wilhelm von Reichenau † (12 de marzo de 1464-18 de noviembre de 1496 falleció)
- Gabriel von Eyb † (2 de marzo de 1497-30 de octubre de 1535 falleció)
- Christoph Marschalk zu Pappenheim † (28 de enero de 1536-13 de junio de 1539 falleció)
- Moritz von Hutten † (7 de mayo de 1540-8 de diciembre de 1552 falleció)
- Eberhard von Hirnheim † (22 de febrero de 1553-4 de julio de 1560 falleció)
- Martin von Schaumberg † (4 de septiembre de 1560-28 de junio de 1590 falleció)
- Kaspar von Seckendorff † (23 de enero de 1591-28 de abril de 1595 falleció)
- Johann Konrad von Gemmingen † (28 de abril de 1595 por sucesión-7 de noviembre de 1612 falleció)
- Johann Christoph von Westerstetten † (28 de enero de 1613-28 de julio de 1637 falleció)
- Marquard von Schenk von Castell † (16 de noviembre de 1637-18 de enero de 1685 falleció)
- Johann Euchar von Schenk von Castell † (7 de julio de 1687-6 de marzo de 1697 falleció)
- Johann Martin von Eyb † (7 de abril de 1698-6 de diciembre de 1704 falleció)
- Johann Anton von Knebel von Katzenellenbogen † (27 de abril de 1705-27 de abril de 1725 falleció)
- Franz Ludwig von Schenk von Castell † (26 de septiembre de 1725-17 de septiembre de 1736 falleció)
- Johann Anton von Freyberg-Hopferau † (7 de junio de 1737-20 de abril de 1757 falleció)
- Raymund Anton von Strasoldo † (26 de septiembre de 1757-13 de enero de 1781 falleció)
- Johann Anton von Zehmen † (17 de septiembre de 1781-23 de junio de 1790 falleció)
- Joseph von Stubenberg † (11 de abril de 1791-6 de abril de 1818 nombrado arzobispo de Bamberg)
  - Sede vacante (1818-1824)
- Petrus Pustet † (24 de mayo de 1824-24 de abril de 1825 falleció)
- Johann Friedrich Oesterreicher † (27 de junio de 1825-31 de enero de 1835 falleció)
- Johann Martin Manl † (6 de abril de 1835-15 de octubre de 1835 falleció)
- Karl August von Reisach † (11 de julio de 1836-1 de octubre de 1846 por sucesión el arzobispo de Múnich y Frisinga)
- Georg von Oettl † (21 de diciembre de 1846-6 de febrero de 1866 falleció)
- Franz Leopold von Leonrod † (22 de febrero de 1867-5 de septiembre de 1905 falleció)
- Johannes Leo von Mergel, O.S.B. † (11 de diciembre de 1905-20 de junio de 1932 falleció)
- Konrad von Preysing Lichtenegg-Moos † (9 de septiembre de 1932-5 de julio de 1935 nombrado obispo de Berlín)
- Michael Rackl † (4 de noviembre de 1935-5 de mayo de 1948 falleció)
- Joseph Schröffer † (23 de julio de 1948-2 de enero de 1968 renunció[nota 1])
- Alois Brems † (28 de mayo de 1968-1 de junio de 1983 retirado)
- Karl Heinrich Braun (17 de abril de 1984-25 de marzo de 1995 nombrado arzobispo de Bamberg)
- Walter Mixa (24 de febrero de 1996-16 de julio de 2005 nombrado obispo de Augsburgo)
- Gregor Maria Hanke, O.S.B. (14 de octubre de 2006-8 de junio de 2025 renunció)